# Casoli
Casoli (pron. Càsoli, Càsule in abruzzese) è un comune italiano di 5 076 abitanti della provincia di Chieti in Abruzzo.

## Geografia fisica
Il centro urbano, raccolto attorno al castello ducale e alla chiesa parrocchiale, è arroccato su un colle alla destra del fiume Aventino, ai piedi del massiccio della Maiella.
Nel territorio si trovano la riserva naturale Lago di Serranella, caratterizzata da ampie zone impaludate alla foce del torrente Gogna, ed il lago Sant'Angelo, presso la Torre di Prata (detta La Torretta), un bacino artificiale creato nel 1956 dallo sbarramento dell'Aventino.

## Storia

### Origini

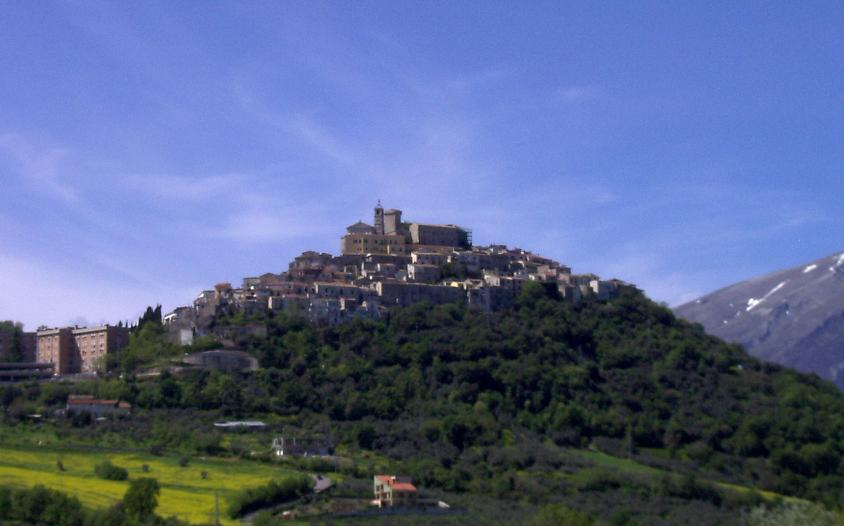
Veduta di Casoli sopra la collina

Sorse in epoca altomedievale, probabilmente fondata dagli abitanti dell'insediamento di età romana (identificato da alcuni archeologi con Cluviae, centro della tribù sannitica dei Carricini) i cui resti sono ancora visibili in località Piano Laroma. La cittadina di Cluviae oggi si trova in località La Roma, era una città vera e propria, dotata di palazzi, terme e un teatro romano; a causa degli attacchi dei Saraceni nel IX secolo, gli abitanti si fortificarono presso un colle appuntito nelle vicinanze, attorno a una torre longobarda di avvistamento, che poi diventerà il torrione normanno del castello; il villaggio primitivo fu chiamato Casulae, ossia agglomerato di piccole case.

### Medioevo
Alcuni toponimi (Piano la Fara, San Salvatore) e rinvenimenti archeologici (dei massi decorati a bassorilievo riutilizzati per costruire il campanile della chiesa matrice) testimoniano che nel suo territorio si insediarono i Longobardi. Una delle chiese più antiche di questi luoghi è quella attualmente dedicata a Sant'Agostino, perché l'antica chiesa di San Salvatore o San Giustino, nel XIII secolo ospitò un piccolo manipolo di monaci agostiniani. Viene menzionata (come Casulae) per la prima volta dalle fonti storiche nell'878, in un manoscritto elencante i possedimenti dell'abbazia di Montecassino nel teatino.
Agli inizi del X secolo vi si insediò una comunità di monaci eremiti di rito greco-bizantino, guidati da Sant'Ilarione da Calabria, che fu ospitato nel castrum di Prata (loc. Torretta di Casoli) in accordo col conte Trasmondo di Chieti. Tra loro i futuri santi Nicola Greco, Falco, Franco, venerati a Palena, Guardiagrele, Ortucchio, Francavilla al Mare. Di San Nicola esiste oggi il toponimo di Largo San Nicola, dove si trovava probabilmente una chiesa scomparsa (nelle vicinanze di piazzale Brigata Maiella), San Falco invece morì nella vicina Palena, a cui è dedicata la chiesa madre.
Casoli fu inclusa nell'XI secolo nella Contea di Manoppello insieme a Guardiagrele, cui fu legata sino al XVII secolo, dacché fino all'epoca degli Orsini (XIV secolo), anche questo fiorente centro era incluso nella contea normanna creata da Ugo Malmozzetto. Dal XIV secolo Casoli fu feudo di varie famiglie: degli Orsini, conti di Manoppello e signori di Guardiagrele, dei Colonna, da quanto il ramo degli Orsini di Manoppello si estinse nella metà del XVI secolo, dei Carafa, dei Crispano, dei Filomarino. Infine, a partire dal 1642, il feudo fu acquistato dai d'Aquino, nella persona di Tommaso d'Aquino (?-1662), fratello maggiore del potente mercante e finanziere Bartolomeo d'Aquino, I principe di Caramanico (1609-1658). Tommaso d'Aquino ottenne inoltre nel 1645 il titolo di duca poggiato sul feudo di Casoli. I d'Aquino tennero Casoli fino al 1806, anno dell'eversione della feudalità.

### Epoca moderna
Nel 1799 fu ostile all'adesione alla Repubblica Partenopea voluta dai francesi di Gioacchino Murat, ragion per cui fu attaccata dai francesi; anche se Casoli il 15 febbraio 1799 partecipò al sacco di Guardiagrele, acerrima nemica da secoli. Fu teatro di episodi di insurrezione e di violenza anche ai danni della borghesia locale senza legami con le autorità repubblicane e gli occupanti francesi. Aderì, senza entusiasmo, alla Repubblica solo dopo l'incendio di Guardiagrele da parte delle truppe francesi.
Con la riforma amministrativa operata da Giuseppe Bonaparte, nel 1811, Casoli fu inglobato nella provincia di Chieti e nel circondario di Lanciano e divenne capoluogo del mandamento comprendente anche i comuni di Altino, Palombaro e Roccascalegna.
Al plebiscito del 1860, per l'annessione al Regno d'Italia, votarono in 1.349 dei 1.568 aventi diritto: ci fu un solo voto contrario. Nel primo Novecento, Casoli fu teatro culturale, poiché il sindaco e barone Pasquale Masciantonio ospitò nel castello varie personalità abruzzesi e non, tra cui Francesco Paolo Michetti e Gabriele D'Annunzio. Inoltre il Masciantonio nel 1912 si fece promotore della nuova linea ferroviaria Sangritana, che avrebbe collegato anche Casoli dal tracciato marino di San Vito sino a Castel di Sangro, permettendo così l'annullamento dell'isolamento stradale della stessa cittadina, di cui aveva sempre sofferto.
Dal luglio 1940 al settembre 1943, Casoli fu sede di un campo di internamento, presso un palazzo in via Roma, che aveva una capienza di 80-90 persone. Quello di Casoli fu uno dei tanti campi di internamento istituiti dal regime fascista in seguito all'entrata in guerra dell'Italia, il 10 giugno 1940, al fianco dei tedeschi, per tenervi stranieri e antifascisti.
Gravemente danneggiata durante la II Guerra Mondiale, dopo l'armistizio dell'8 settembre 1943 (Casoli era sul fronte della linea Gustav. che tagliava trasversalmente l'Abruzzo ed il Lazio, ed in zona, correva lungo il vicino fiume Sangro), vi fu attivo il gruppo partigiano della Brigata Maiella, che fu fondato proprio a Casoli.

### Casoli durante la seconda guerra mondiale

Bandiera della Brigata Maiella

Le prime presenze di militari a Casoli, comune posto in posizione dominante, dopo Altino, sul fiume Aventino, e porta di accesso alla fascia orientale della Maiella, si ebbero alla metà di settembre del 1943, e successivamente le truppe tedesche, sempre più consistenti, occuparono tutto il centro, acquartierandosi in specifiche case requisite. Il 27 ottobre ci fu il rastrellamento di uomini validi ad adibire lavori di fortificazione delle zone montane circostanti, per fortificare la linea Gustav. L'occupazione nei giorni seguenti mostrò i suoi lati peggiori, gli uomini si dettero alla macchia piuttosto che venire reclutati, i principali esercizi pubblici rimasero chiusi, i rapporti tra tedeschi e civili divennero più che ostili. Il rancore raggiunse il culmine il 14 novembre quando per un incidente provocato da un tedesco che, aveva gettato a terra una sigaretta ancora accesa, saltò in aria il Palazzo Di Florio, nel cui piano terra era depositata una gran quantità di ordigni; lo scoppio provocò la distruzione del palazzo, con la morte di militari tedeschi e di civili.
Prima che il palazzo crollasse, al momento in cui era ancora in fiamme, intervennero dei volontari civili per salvare gli intrappolati, e alcuni rimasero feriti, come i fratelli Belfatto Pietro e Angelo, che venne decorato più avanti con la Medaglia d'Argento al Valor Civile. Il 24 novembre il comando tedesco si installò nel castello ducale in cima al paese, e stabilì un punto di osservazione strategico sulla torre normanna. Il giorno seguente Casoli fu sottoposta a cannoneggiamenti e a bombardamenti aerei da parte degli alleati, che danneggiarono le abitazioni e soprattutto il soffitto della chiesa di Santa Reparata. Il 27 novembre i tedeschi si ritirarono da Casoli, e una pattuglia di neozelandesi in ricognizione, entrò nel paese, attraversando il centro sotto l'applauso della folla, ma non pose un comando militare di occupazione, proseguendo altrove.
Il gesto gettò la popolazione nello sconforto, dato che Casoli dal 28 al 20 novembre divenne letteralmente "terra di nessuno", e si temeva il ritorno delle truppe tedesche, che avrebbero forse dato sfogo a violente rappresaglie.

### Costituzione della "Corpo Volontari della Maiella"

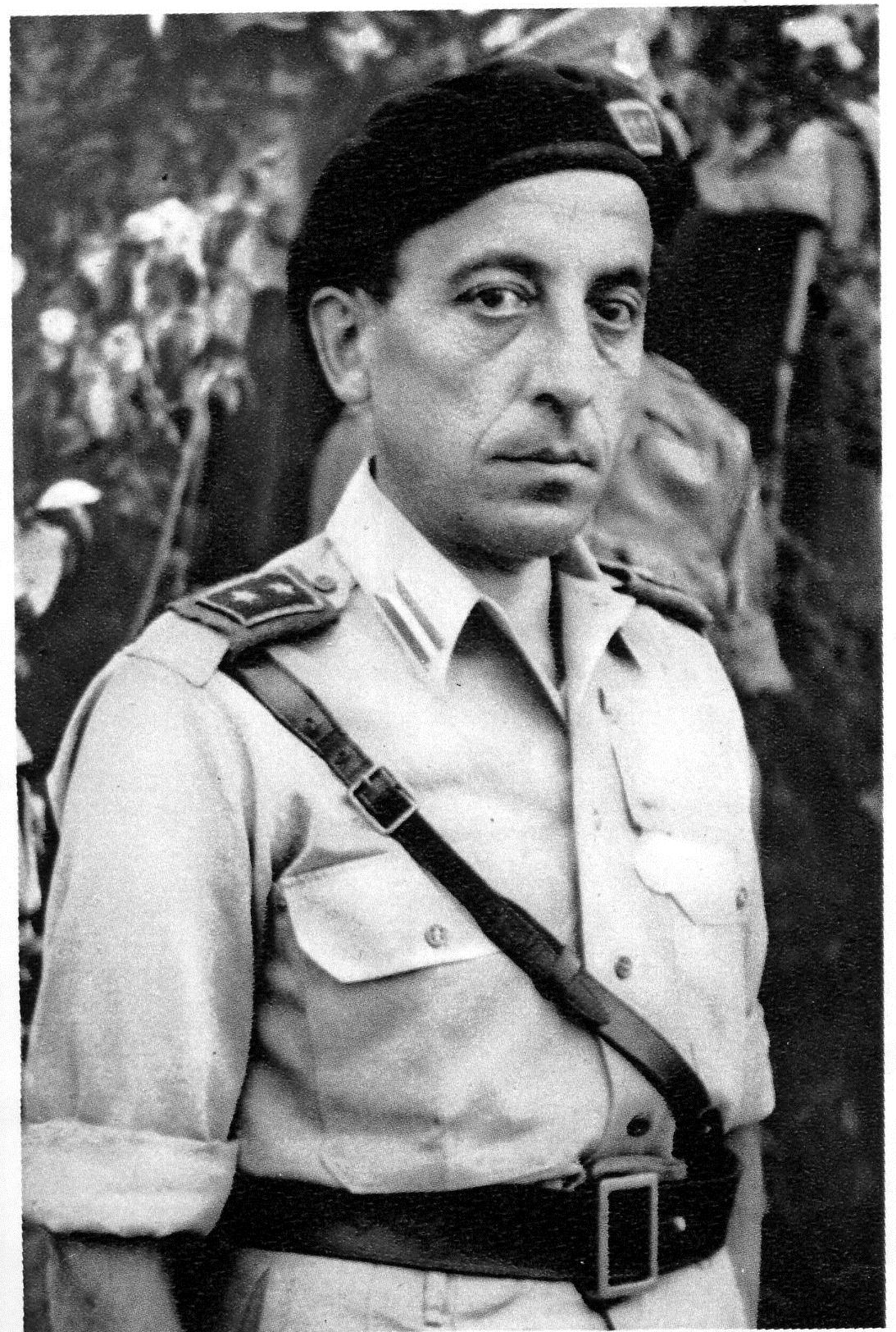
Ettore Troilo, comandante della Brigata Maiella

Il 1º dicembre una delegazione di notabili si recò a Sant'Eusanio dal comandante inglese che amministrava la municipalità, chiedendo di occupare simbolicamente anche Casoli. Il comando inglese si sistemò nel castello, chiedendo dei volontari civili nelle operazioni belliche contro i tedeschi, e numerosa fu l'affluenza, poiché i cittadini ancora ricordavano le vessazioni subite, e coltivavano il desiderio comune di liberare il territorio dagli oppressori.
Inizialmente il comando inglese fu riluttante, quando si presentò l'avvocato torricellano Ettore Troilo per creare il gruppo civile dei giovani volontari, che si stava costituendo, con numerose affluenze di iscritti, provenienti da Casoli e anche dai paesi circostanti di Gessopalena, Torricella, Civitella, Fara, Lama, Pizzoferrato. Quando gli accordi furono presi, giunse a Casoli il Maggiore Lionel Wigram; il progetto di Troilo era di costituire ufficialmente il Corpo Volontari della Maiella, poi strutturato in "Brigata Maiella", aggregato all'VIII Armata Britannica operante sulla direttrice adriatica, sino allo scioglimento del 5 maggio 1945.

Il Maggiore Lionel Wigram

Casoli benché sotto la protezione britannica, subì alcuni cannoneggiamenti tedeschi nel giugno 1944, provenienti dalla piana di Guardiagrele. Il 5 dicembre 1943 dalle campagne di Torricella Peligna, dove si erano rifugiate le famiglie civili dopo lo sgombero del paese, molti partirono per Casoli, tra cui i giovani guidati da Ettore Troilo. Nei discorsi con i generali neozelandesi, oltre al desiderio di costituite un corpo d'azione partigiano, le richieste di Troilo riguardavano il ripristino della strada da Casoli a Torricella, distrutta dalle mine tedesche, l'occupazione neozelandese di Torricella prima che i tedeschi mettessero in pratica la "terra bruciata", e gli stessi torricellani si offrirono come guide per gli alleati.
Il tenente inglese aderì alla proposta e inviò degli uomini a Torricella, per riparare la strada, cose che avvenne immediatamente, mentre veniva messa in pratica anche la principale richiesta di vettovagliamenti e munizioni per costituire il Corpo Volontari della Maiella.
Tuttavia ci furono momento di diffidenza da parte degli inglesi, poiché, come racconta Nicola Troilo (1930-2017), figlio di Ettore, il comandante inglese precisò che già aveva autorizzato il 6 e il 7 dicembre i cittadini di Civitella M. Raimondo ad armarsi con le munizioni rastrellate sul luogo degli scontri con i tedeschi, sotto richiesta della moglie inglese di uno dei civili. Il Maggiore inglese consigliò Ettore Troilo di rivolgersi al Quartier generale Alleato che stazionava in località Taverna Nuova a Casoli, e lo avvertì che avrebbe richiesto al suo servizio informazioni di procurarsi armi per proprio conto. I colloqui con gli inglesi divennero degli interrogatori per l'estrema diffidenza, tanto che il desiderio dell'avvocato venne giudicato "assurdo e ridicolo", lamentando inoltre la presunta tipicità degli italiani di comportarsi da traditori nei momenti bellici.
Ettore Troilo continuò la sua attività di mediatore, sopportando anche gli insulti e gli stereotipi inglesi contro gli italiani, mentre pian piano Casoli diveniva una sorta di "città aperta" come Chieti, ospitando gli sfollati dei principali centri dell'Aventino, e vennero usate anche le masserie e le stalle, comprese le chiese di Santa Maria Maggiore e Santa Reparata, che ospitava un centinaio di persone.
Mentre i colloqui continuavano, la vita del paese stentava a riprendere, e Nicola Troilo ricorda l'episodio del tavolo in marmo della pescheria usato dalle donne per impastare il pane da dare alla popolazione che si accumulava in fila indiana, al freddo e al gelo, per ricevere la propria razione.

### La diffidenza degli alleati e la costituzione del corpo volontario
Il nervosismo generale si acuì sempre di più sino a quando i civili per prendere ulteriori quantità di cibo e legna, si avvicinarono ai paesi ancora occupati dai tedeschi, violando l'ordine del Comando militare alleato di muoversi in prossimità del fronte. Molti contadini vennero arrestati senza precisi motivi, accusati di essere spie collaborazioniste, e tradotte al castello ducale, con interpellazione quotidiana di Ettore Troilo, che doveva riconoscere i presunti colpevoli. Nel gennaio 1944 arrivarono altri profughi, stavolta dall'Alta Val di Sangro e dalla Piana delle Cinquemiglia: Roccaraso, Ateleta, Castel di Sangro, Rivisondoli, Rocca Pia, tutti centri gravemente danneggiati se non distrutti dalle operazioni militari tedesche. I profughi già smistati dal dicembre 1943 rimasero al loro posto, mentre gli altri vennero tradotti nei campi di San Salvo e Vasto, e tornarono alle loro case soltanto nel 1945-46.
Queste decisioni dettate dalla situazione estrema non solo per le condizioni igienico-sanitarie della popolazione civile, ma anche per il complicarsi delle operazioni militari con l'arrivo della neve, comportò una serie di proteste e di sconforto morale da parte degli sfollati.
L'avvocato Troilo fu incaricato dal Comando Inglese di costituire alcuni reparti di polizia civile per controllare l'abitato e garantire l'ordine pubblico, e di assistere gli sfollati, smistarli e incolonnarli, di controllare e reprimere le azioni di sciacallaggio verso il fronte nemico, di raccogliere notizie sui collaborazionisti, di far rispettare il coprifuoco e di censire eventuali ruberie e saccheggi. Mentre il comitato di Troilo era occupato in questi intenti, anche sotto pagamento, nel momento in cui l'avvocato era occupato nel ripristino della viabilità stradale tra Casoli e centri limitrofi, giunse in paese il Maggiore Lionel Wigram, che si mostrò subito entusiasta delle richieste di Troilo di costituire il corpo volontario della Maiella, arrivando ad addossarsi ogni responsabilità, parlamentando con i suoi superiori del Quartier generale, e offrendosi di fornire il suo personale aiuto nelle prossime operazioni militari contro i tedeschi.

### L'azione di Ettore Troilo nel corpo volontario
Così Ettore Troilo venne richiamato a Taverna Nuova dai superiori, e i suoi punti sulla costituzione del gruppo vennero ascoltati con più attenzione, precisando che negli intenti patriottici del gruppo non sarebbero rientrati ideali politici, sovversivi, che non esistessero secondi fini se non quello di ricacciare i tedeschi dal territorio abruzzese. La caratteristica speciale della "apoliticià" del gruppo convinsero i superiori, grazie anche all'intercessione di Wigram, soprattutto, quando Troilo appuntò che il corpo di liberazione avrebbe continuato a combattere al fianco degli alleati sino alla liberazione totale dell'Italia, e non solo della regione Abruzzo. A ciascun militante sarebbe stata concessa la libertà di esprimere il proprio credo politico, purché non cozzasse con il principale punto cardine del contratto di nascita del Corpo volontari, il corpo sarebbe stato equipaggiato adeguatamente per le operazioni belliche, non vi era un capo vero e proprio, ma una guida riconosciuta nella persona di Ettore Troilo.
Nicola Troilo ricorda che non venne spiegato ai volontari il motivo pratico e politico riguardo alle operazioni tattiche contro i tedeschi, ma sembrava che fosse insito in ciascuno degli uomini volontari il desiderio ardente di libertà e di rivalsa contro gli oppressori, di difendere il territorio, le case, le terre e le famiglie anche a costo della vita.
Il primitivo nucleo era composto da un centinaio di uomini, suddiviso in plotoni di 25-30 unità, sottostanti alle leggi militari del Comando Supremo Alleato, e le operazioni iniziarono nel gennaio del 1944, dopo che i casolani trascorsero, stavolta in un clima più festivo e di rivalsa, la notte di San Silvestro con i militari alleati.

### Casoli nell'epoca contemporanea
Al referendum istituzionale del 2 giugno 1946 si ebbero 3.119 voti per la monarchia e 1.169 per la Repubblica (le schede bianche furono 159 e quelle nulle 342). Nel 1953-57 la località Torre fu occupata da un lago artificiale, detto "Sant'Angelo", per rifornire la città di risorse idroelettriche, ma anche successivamente favorendo un turismo escursionistico, e cambiando il clima solitamente rigido, rendendolo più mite durante l'inverno. Nel 1958 ci fu il primo tentativo di industrializzazione del territorio casolano, onde impedire i fenomeni di emigrazione, che comunque si verificarono: la costruzione della diga sul fiume Aventino, per la creazione del lago Sant'Angelo, o "lago di Casoli".

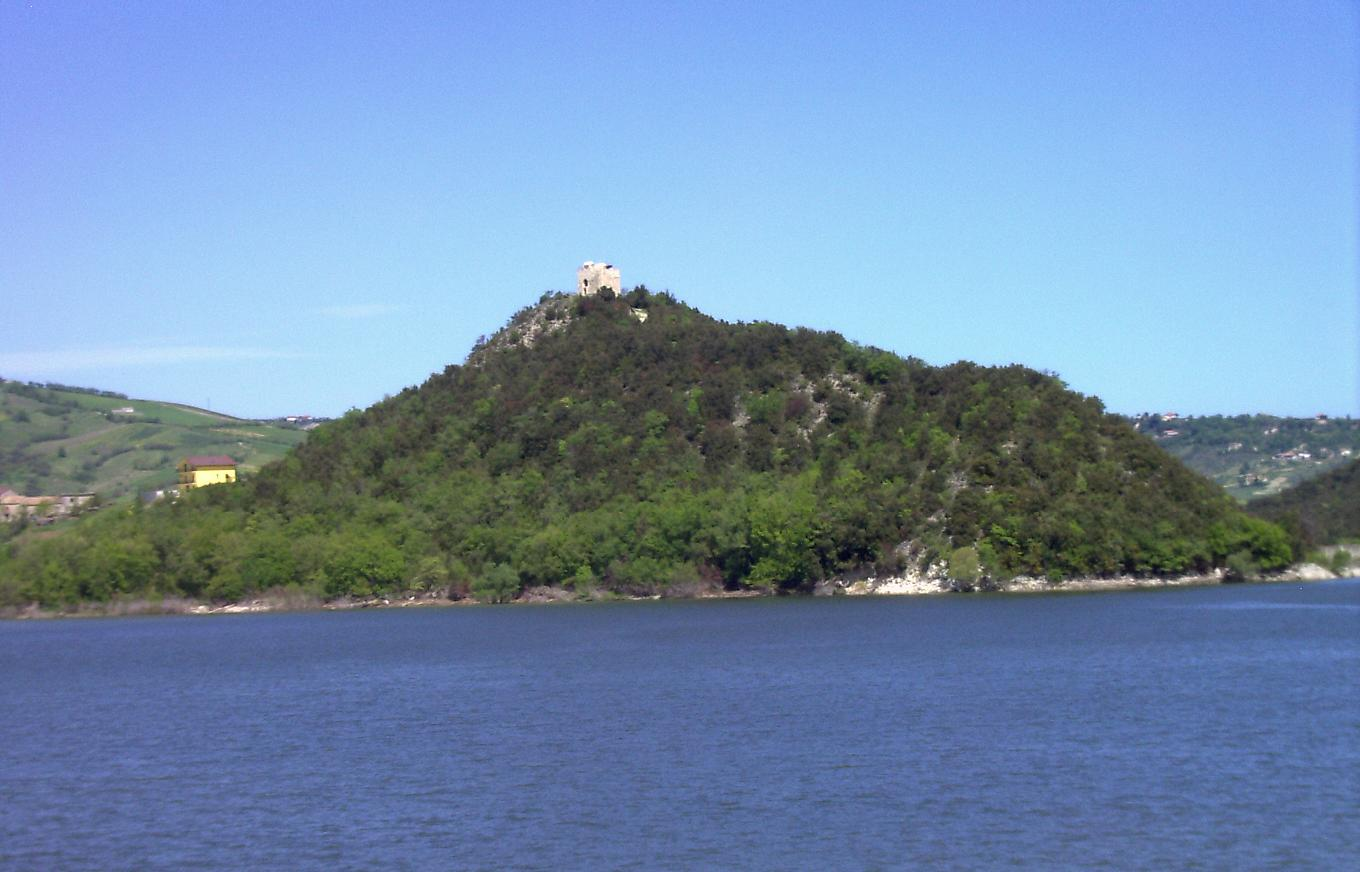
Il lago di Casoli e la Torretta medievale

La costituzione di un piccolo polo industriale lungo la contrada Piano La Selva ha fatto sì che Casoli beneficiasse del settore secondario, stando inoltre molto vicino al comprensorio industriale della Val di Sangro "Honda Sevel", ed essendo crocevia di traffici commerciali da Fara San Martino (dal pastificio De Cecco), dalla strada della Fondovalle Sangro, in direzione di Chieti, la cui unica strada attualmente mediante Guardiagrele, è la provinciale per Caprafico. Un progetto non portato a termine, fu la costruzione di una bretella della strada statale "Fondovalle Sangro", che avrebbe collegato facilmente Casoli e Fara San Martino a Chieti, via Guardiagrele, per raggiungere anche Pescara.
Il 25 aprile 2018, Casoli viene visitata dal Presidente della Repubblica Italiana Sergio Mattarella, benché in passato visitata varie volte dal Presidente Carlo Azeglio Ciampi (rifugiatosi a Taranta Peligna durante la guerra ed anche a Scanno). Per l'occasione è stata indetta una grande celebrazione commemorativa per ricordare le azioni della Brigata Maiella, in via Aventino è stata inaugurata la Piazza della Memoria per ricordare i prigionieri ebrei nel campo d'internamento di Casoli, ed è stata posta una targa commemorativa sul palazzo dell'ex cinema teatro in corso Umberto I.

### Simboli
Lo stemma e il gonfalone sono stati concessi al Comune di Casoli con decreto del Presidente della Repubblica dell'11 dicembre 1997.
Descrizione araldica dello stemma:
(D.P.R. 11 dicembre 1997)
Blasonatura del Gonfalone:
(D.P.R. 11 dicembre 1997)

## Monumenti e luoghi d'interesse

### Architetture religiose
Chiesa di San Rocco

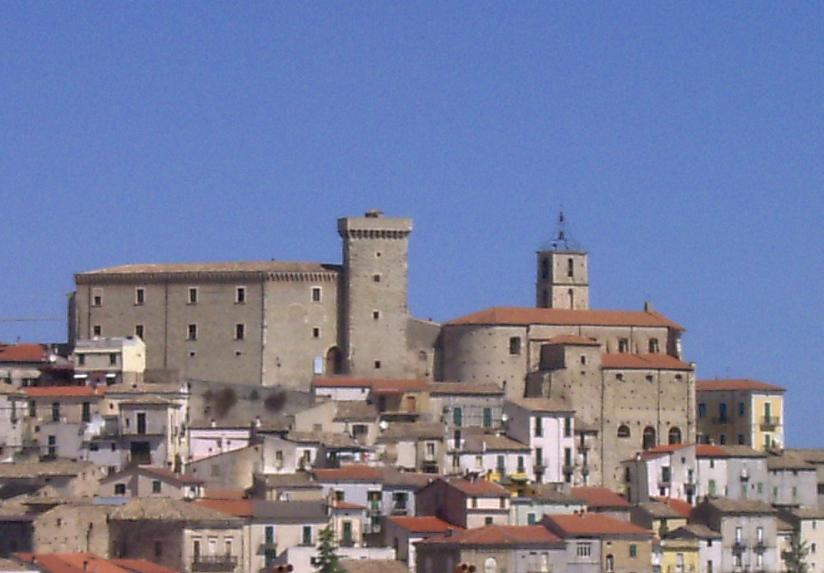
Veduta del castello e della chiesa di Santa Maria Maggiore

La chiesa si trova in Piazza Umberto I, risalente al XVII secolo, ma modificata profondamente nell'800 in stile neoclassico. La facciata è stata restaurata nell'Ottocento nella forma neoclassica. La facciata ha il settore principale in stile tuscanico e ionico, mentre in due settori minori sono site delle nicchie. Il portale è sormontato da un timpano. La facciata termina con il timpano principale con delle volute. Sopra di esso vi è una nicchia che costituisce il campanile a vela con una campana. L'interno è basilica le con sala unica.
Chiesa di Santa Maria Maggiore o chiesa parrocchiale
L'edificio di culto è annesso al castello (forse in origine era la cappella palatina), principale chiesa di Casoli. La chiesa è sorta durante l'alto medioevo, fu trasformata a tre navate nel 1759 e, attorno al 1820, assunse l'attuale compagine neoclassica. Ha impianto rettangolare con il fianco rivolto sul paese decorato da un portico ad archi, una sorta di corridoio chiuso che immette all'ingresso del castello; la facciata è chiaramente neoclassica con paraste tuscaniche e architrave a timpano triangolare; l'interno è stato restaurato dopo il terremoto della Val di Comino del 1984, con un altare maggiore moderno, di discutibile valore artistico, mentre molto pregevole è l'altare della navata sinistra, con stucchi e una tela del pittore ortonese Pasquale Bellonio.
Chiesa di Santa Maria Ausiliatrice
Questa chiesa si trova in località Pianibbie, è a navata unica e realizzata nel corso del Novecento, in omaggio all'omonima basilica che si costruiva a Roma. L'ingresso è preceduto da un portico con sovrastante balcone sorretto da pilastri cui si accede mediante un'apertura ad arco ogivale. Il campanile è a vela sito nell'asse centrale.
Chiesa di San Francesco
Trattasi di un piccolo edificio settecentesco, ampiamente rifatto nell'Ottocento, situato in contrada Guarenna Nuova, lungo la via per Selva di Altino, con la facciata con un basamento con blocchi di pietra squadrata formante un bugnato. L'ingresso è sovrastato da un timpano con cornice con metope e triglifi bianchi posti su uno sfondo di colore neutro. Oggi la sede parrocchiale di Guarenna Nuova si trova nella chiesa di San Giuseppe, presso il campo sportivo.
Chiesa di Sant'Antonio di Padova

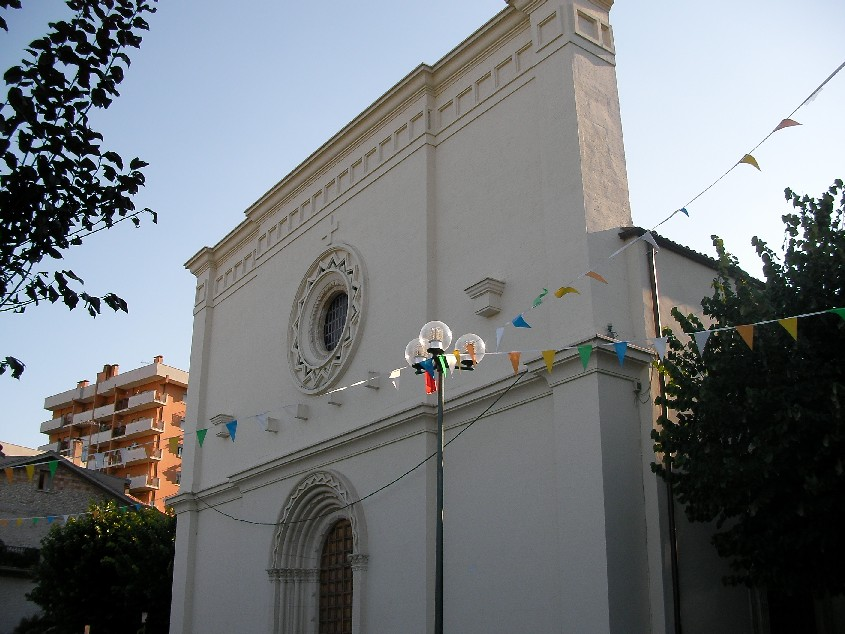
La Chiesa di Santa Reparata

Forse è stata edificata nell'Ottocento in località La Roma sopra una preesistente, come evidenzia il portale rinascimentale in stile tardo romanico. L'interno è a navata unica. In origine la facciata constava di un terrazzo sostenuto da tre colonne collegate tra di loro con archi a tutto sesto, ma dopo un restauro il terrazzo è stato abbattuto e la facciata è stata decorata con pietre a vista; sulla destra dell'edificio è stata costruita una torre campanaria.
Chiesa di Sant'Agostino
La piccola chiesa è stata parrocchia, quando, prima del 1417, Casoli era un villaggio unito e subordinato al Castello di La Roma (come attesta il Giustiniani nel dizionario geografico). Se ne ha menzione in due bolle papali di conferenza di papa Alessandro III (1173) e Innocenzo III (1208) dove si parla di "Ecclesiam S. Justini in Casulae" e "Monasterium S. Justini de Casule". In esse probabilmente si scambia il nome Augustini per Justini, quest'ultimo che era stato vescovo di Chieti ed era patrono della diocesi. Infatti negli atti delle visite del 1587 e 1593 di mons. Matteo Sanminiato, la chiesa viene chiamata "S. Augustini vel Justini". Intorno alla chiesa sorsero delle piccole case (casulae) da cui prese il nome il paese. In epoche successive, la chiesa divenne di proprietà dei principi d'Aquino quando nel 1642 Tommaso comprò il feudo di Casoli, e successivamente, nel 1864, della famiglia Di Benedetto e quindi dei Masciantonio, ultimi proprietari del Castello e di ciò che era rimasto dell'antico feudo, che il 28 gennaio 1927 la donarono alla parrocchia di Santa Maria Maggiore e per essa all'arciprete "pro tempore" don Giuseppe Colanzi. Interamente restaurata sia internamente che esternamente, la chiesa è stata riaperta al culto nel 1986 e da allora è stata istituita nuovamente la festa che si celebra il 28 agosto. La facciata è realizzata in ciottoli e conci di pietra come pietre cantonali. La facciata termina con un timpano triangolare ed un campanile a vela. L'interno è basilicale a sala unica.
Chiesa di Santa Reparata
La chiesa sorse con il titolo di Santa Liberata nel 1447, in origine come cappella cimiteriale fuori dal centro di Casoli, e pian piano dal XVIII-XIX secolo inclusa nel nuovo tessuto urbano del corso Umberto I. Nel 1902 fu dichiarata Monumento Nazionale per la bellezza dei portali romanici e per il soffitto ligneo del XVII secolo, a lacunari con scene della Madonna e dei santi. Il 26 novembre 1943, una bomba aerea di piccole dimensioni (spezzone), proveniente da un aereo alleato, cadde sulla copertura della navata destra della chiesa, aprendo uno squarcio nella struttura del tetto: lo scoppio danneggiò solo alcuni dei quadri del pregevole soffitto a cassettoni intagliato e dipinto in oro e argento, costruito tra il 1603 e il 1606 dall'artista veneziano Vittorio Buzzacarino; l'opera di inestimabile valore, dipinto circa ottant'anni prima del soffitto ligneo della navata centrale de La Collegiata di Santa Maria del Colle a Pescocostanzo fu dichiarato Monumento Nazionale. Risparmiato dagli eventi bellici, nel dopoguerra non viene restaurato ma interamente trafugato durante i lavori di ammodernamento. La chiesa, rifatta nel 1952, conserva comunque diversi elementi architettonici rinascimentali appartenenti all'edificio originale (un portale, un arco trionfale e tre altari, tutti datati 1539) e un trittico con santa Liberata del 1506.

### Architettura civile e militare

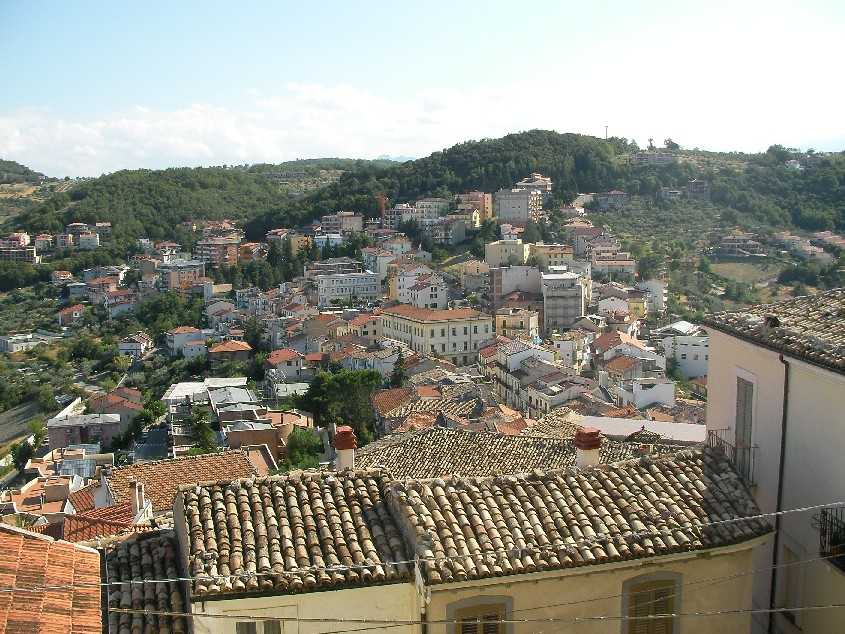
Veduta di Casoli dal castello

Castello ducale o Castello Masciantonio
Sorto attorno a una torre di avvistamento a pianta pentagonale risalente al IX secolo, rifortificata poi dai Normanni. Completato verso il 1455 dagli Orsini, successivamente passò ai principi d'Aquino che ne mantennero la proprietà fino ai primi dell'Ottocento; nel 1845 fu acquistato dalla famiglia Masciantonio che lo cedette al Comune nel 1981. Del Castello Ducale è famosa anche la stanza di D'Annunzio, purtroppo priva degli arredi originali, nella quale il celebre poeta soggiornava quando si trovava a Casoli; il poeta riempì la stanza di epigrammi e massime filosofiche e poetiche ancora oggi conservate; il castello è accessibile dal lato torre, ha pianta rettangolare irregolare, con la parte a nord semicircolare, segno dei vari interventi di ristrutturazione che subì. La parte rivolta verso il paese accoglieva il palazzo baronale sette-ottocentesco, mentre le altre stanze, come si vede dal cortile di ingresso con pozzo, erano destinate alla servitù, agli ospiti, o alle rimesse e agli scantinati per le provviste, nonché alle stalle. Il castello ha subito di recente degli sciagurati restauri che ne hanno compromesso l'aspetto residenziale ottocentesco, si conserva un elegante camino in legno per le cucine; attualmente è sede di un museo della memoria della seconda guerra mondiale a Casoli, di un auditorium sede di varie mostre, e di una grande sala dedicata al circolo culturale di Masciantonio con Michetti e d'Annunzio.
Torretta di Prata
La torretta è sita in località Torretta di Casoli. Fu costruita verosimilmente verso l'XI secolo. Tuttavia nel X secolo è attestata dai documenti un castellum de Prata, di proprietà di Trasmondo conte di Chieti, che concesse dei terreni ai monaci basiliani Ilarione, Nicola Greco,  Falco, Orante e Onofrio, perché vi edificassero una piccola cella abbaziale, sotto il controllo di Montecassino. La cella rimase attiva per secoli, anche se non fu una vera e propria abbazia, tanto che l'area del borgo a valle della torre era noto come San Nicola, dal nome di Nicola Greco, le cui reliquie nel 1343 furono traslate nel convento di San Francesco a Guardiagrele. Nel periodo unitario la torre fu covo di briganti. 
Oltre che a difendere l'abitato di Casoli fu usata per avvistare l'avifauna presso il Lago di Casoli. Ha impianto tozzo quadrangolare, è stata restaurata di recente e resa visitabile con scale e pannelli turistici. I muri sono in pietra calcarea, ciottoli di fiume e laterizio.
Cinta Muraria
Trattasi di case-mura con mura a scarpa, poste tra via Roma, piazza del Tempio e via Centrale, lungo il percorso ad andamento crilindrico del centro storico, torri d'avvistamento abbandonate e riusate come ricoveri, sottopassi e passaggi coperti.
Palazzo Travaglini - De Vincentiis
Il palazzo è sito in Piazza del Tempio, di fronte alla chiesa di Santa Maria Maggiore. L'edificio, che risale al XVIII secolo consta di tre livelli e nove assi. Il piano terra è separato dai piani superiori da una cornice marcapiano. L'ingresso è consentito mediante 2 portali in pietra in cui in uno vi è uno stemma dei proprietari. Ai due livelli superiori si ha un'alternanza di finestre e balconi.
Palazzo Tilli
L'edificio è isolato, posto a ridosso della cinta muraria in Via Settentrione, affacciato in Piazza Fiore. È stato costruito nel XVIII secolo. Il palazzo è intonacato. La facciata è in cinque assi suddivisa in tre livelli. Il portale d'ingresso è in pietra scolpita con motivi floreali. Sopra il portale vi sono due balconi, uno per piano. Il cornicione è a più filari. All'interno vi è una corte quadrangolare.

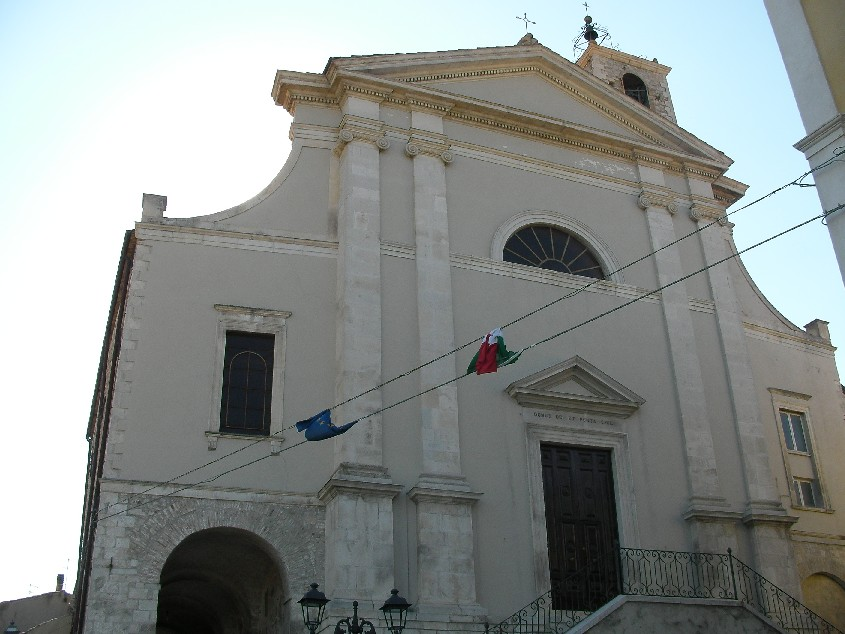
Facciata della chiesa di Santa Maria Maggiore

Di recente il palazzo è stato recuperato da privati di Pescara, e adibito a sede di mostre, si è riscoperta anche la cappella privata della famiglia, in stile neoclassico con tabernacolo tardo barocco, e le cisterne sotterranee a mattoni a vista, con il pozzo privato.
Palazzo Ricci
L'edificio si affaccia in parte su corso Vittorio Emanuele, in parte su piazza del Popolo; detto anche "palazzo baronale", fu costruito dal barone Mosè Ricci, nonché senatore del Regno d'Italia, che si unì alla famiglia Michetti, sposando Aurelia, figlia del celebre pittore Francesco Paolo. Abbandonato da anni, nel 2019 è stato acquistato da privati per un restauro e nuovi usi. Il palazzo è a tre assi sul lato corto e sei sul prospetto lungo. Per l'orografia del luogo il lato secondario ha un piano in più. Questo lato è in laterizio con tre fornici. L'ingresso è incorniciato da lesene e posto tra due aperture. Al primo piano si alternano finestre e balconi, mentre all'ultimo piano vi sono solo balconi. I balconi poggiano su mensole così come il cornicione.
Ex palazzo comunale, in via Roma
È in cinque assi, la facciata è rivolta in parte su via Roma, in parte su Largo della Memoria, di recente costruzione; è del XVIII secolo, suddiviso in quattro livelli, è intonacato e privo di decorazioni. Le finestre sono architravate e di diverse misure: quelle del primo livello sono più larghe di quelle dei piani superiori.
La sede comunale è stata spostata dal 1933 presso un nuovo stabile sul corso Umberto I, attuale sede del cinema teatro, e poi dagli anni '60 in una nuova struttura a poca distanza.
Palazzo De Cinque
Il palazzo si affaccia su piazza del Popolo, posto accanto alla moderna sede delle Poste; risale alla metà del XIX secolo, è suddiviso in tre assi, di cui l'asse centrale è composto di un portone ad arco a tutto sesto sormontato da un balcone più ampio del balcone sito al livello superiore. I piani sono suddivisi da cornici marcapiano. Il balcone centrale del secondo piano è affiancato da altri due balconi, mentre il balcone centrale del primo piano è affiancato da due semplici finestre.
Casino Ramondo
Trattasi di un edificio ottocentesco con la facciata in Piazza Umberto I (ex piazza San Rocco). L'aspetto è molto monumentale, ha ordine regolare di finestre architravate con timpano curvilineo, e finto bugnato agli angoli. All'interno vi è una scalinata a giorno. Il portale monumentale permette l'accesso anche al cortile.
Casino Rancitti
Il fabbricato sorge isolato su una collina, come cascina per coltivazione di campi ed allevamento di bestiame. L'impianto è quadrangolare su tre livelli e rifiniture in laterizio.
Borgo in Località Guarenna Vecchia
Il borgo dista 5-6 chilometri dal centro abitato, in località Merosci, lungo la strada provinciale Pedemontana, impropriamente detta "Guarenna Vecchia". Dalla struttura degli edifici molto poveri,  si deduce che sono stati edificati tra il XIX e la seconda metà del XX secolo. Gli edifici, in stile rurale, sono disposti su una via principale e sono staccati oppure uniti tra di loro. I palazzi sono costruiti con pietra calcarea e ciottoli cementati con malta di calce, delimitati agli angoli da pietre cantonali in pietra smussata. Le costruzioni, nella maggior parte, sono terminanti in cornicioni con due o tre filari di coppi. I solai sono realizzati con travi di legno. Il tavolato e le pavimentazioni sono realizzati in mattonatura. Le coperture sono realizzate con travi di legno. Le aperture sono incorniciate con pietra calcarea.
La frazione Guarenna Nuova sorge lungo la strada provinciale, che si collega con la Statale 84 Frentana (incrocio Quattro Strade); il fulcro è nel piazzale del campo sportivo e della chiesa di San Giuseppe.

### Altri luoghi d'interesse

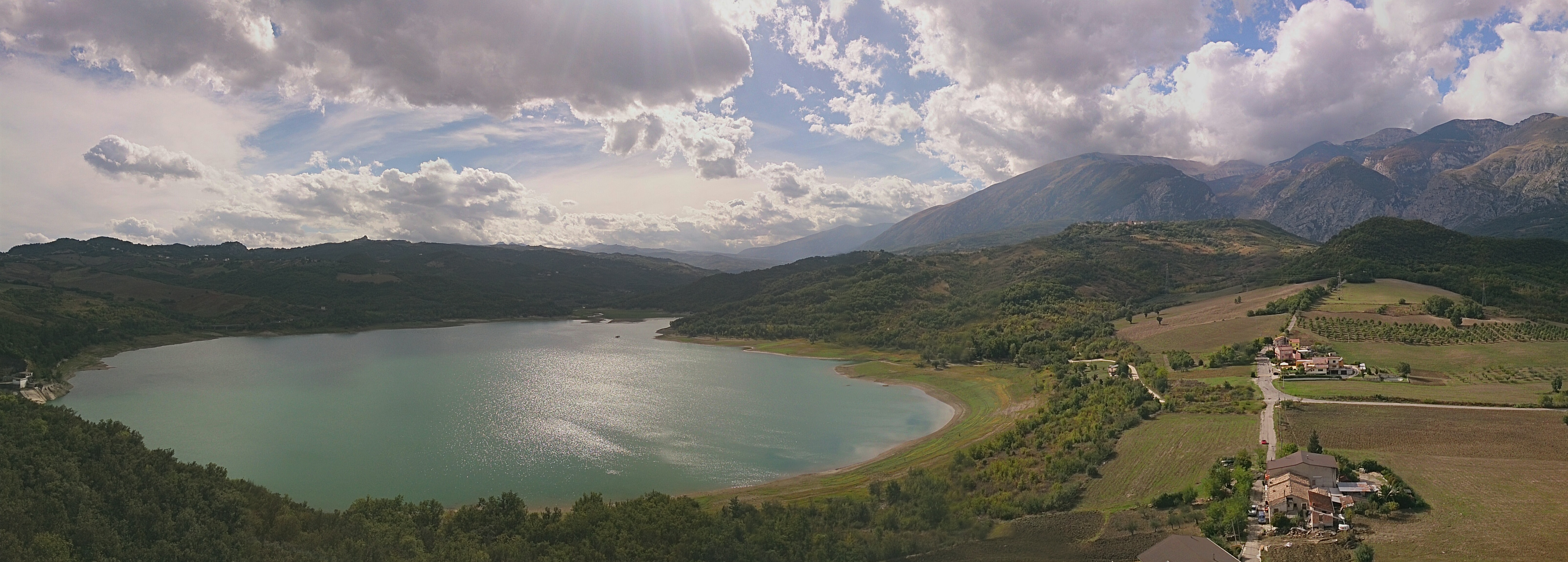
Veduta del lago di Casoli, di origine artificiale

Luogo della Memoria
Trattasi del Palazzo De Vincentiis (via Roma), che fu sede nel 1940-43 di un campo di internamento per prigionieri, posto all'ingresso del borgo alto in via Roma, a poca distanza dal Palazzo Tilli. Nel 2018 il palazzo Tilli e palazzo De Vincentiis sono stati oggetto di restauro. Il 25 aprile 2018 il palazzo è stato visitato anche dal Presidente della Repubblica Sergio Mattarella, in visita nei luoghi della brigata Maiella.
Monumento ai caduti
Realizzato negli anni 20 in stile monumentale, come ara sacrificale antica in marmo e travertino, con una fiaccola all'interno, ha lapidi che commemorano i caduti delle due guerre mondiali. Il monumento si trovava in piazza Santa Reparata, lato belvedere, nel 2008 per problemi di frane è stato spostato verso la villa comunale, accanto alla chiesa.
Monumento all'emigrante
Realizzato di recente  è una fontana a semicerchio, posta in piazza Santa Reparata, si innalzano nella vasca 5 colonne con in cima 5 figure di bronzo  a rappresentare i vari mestieri degli emigranti di Casoli. In basso a sinistra si trova una riproduzione di valigia.
Villa comunale
ricavata dal vasto prato che circondava la chiesa di Santa Reparata prima dell'urbanizzazione, è in salita, sfruttando un declivio del colle, ed è stata riqualificata di recente con un percorso vita.
Piazza Santa Reparata
nel corso del 2017-18, la piazza è divenuta il nuovo fulcro di Casoli. La piazza in origine era una scarpata di terreno accumulatosi, durante varie frane. Dopo la guerra, l'area attorno alla chiesa di Santa Reparata fu colonizzata dalle case, e si costituì la piazza vera e propria col monumento ai caduti  e poi il monumento all'emigrante. Nel 2017 è stata notevolmente allargata verso il belvedere della vallata, con la costruzione di un nuovo pavimento poggiante su contrafforti, e balaustra di protezione, e impianto di illuminazione. Si conserva il monumento all'emigrante, in precedenza in posizione centrale, poi decentrato con la riqualificazione.
Fontana pubblica
si trova alla fine di corso Umberto I, seguendo la via verso sud. Si tratta di una grande fontana a muro del XVII secolo, in mattoni, con due grandi cannelle  e percorso laterale per il lavatoio interno. In epoca recente le cannelle sono state chiuse, e la fontana non è più fruibile.
Cluviae

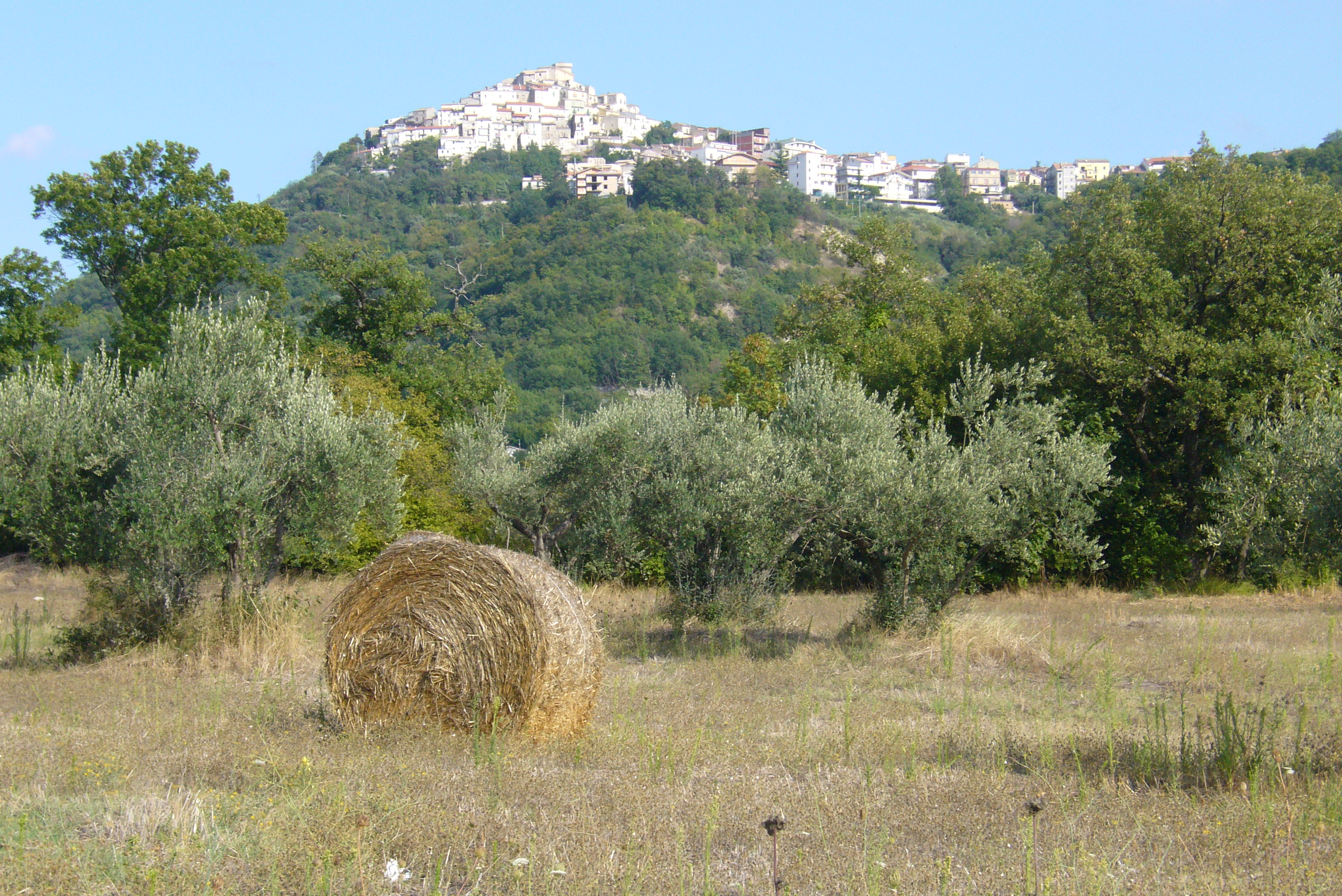
Casoli vista dalla strada per Palombaro

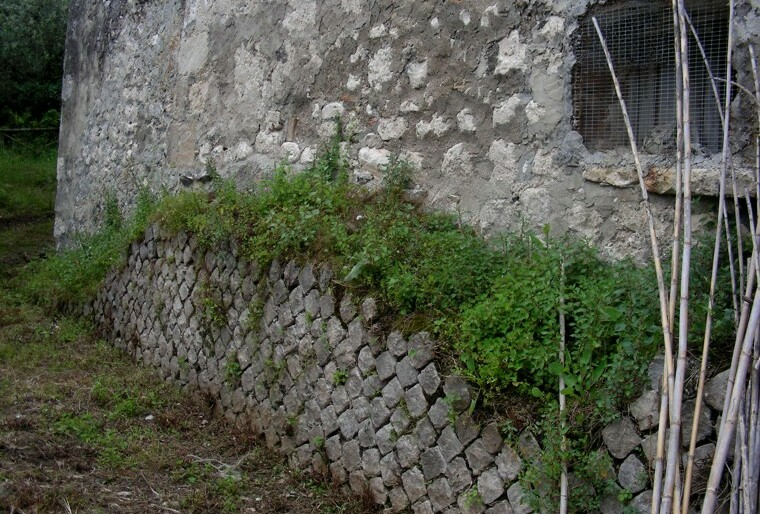
Proscenio in opus reticulatum del teatro romano di Cluviae (località Piano La Roma)

Trattasi di ruderi archeologici di origine carecina siti in località Piano La Roma. In origine era una cittadina vera e propria  costruita alla maniera romana, con cardo, basilica, teatro, templi. Dopo le invasioni saracene del IX secolo, i carricini si fortificarono dentro la torre longobarda sul colle dell'attuale castello di Casoli, che venne chiamato "Casulae," (piccole case). L'abitato romano andò in degrado, tanto che dei contadini di La Roma, senza accorgersene, hanno costruito sopra le terme e il teatro.
Verosimilmente fu assoggettata dall'impero romano come fa pensare il nome latino del sito. Tra i monumenti da citare di Cluviae vi è il teatro.
Lago Sant'Angelo
Trattasi di un lago artificiale realizzato nel 1958 tramite uno sbarramento sul fiume Aventino; si trova in località Torre, al confine coi comuni di Gessopalena e Civitella Messer Raimondo. Detto anche "lago di Casoli", fu creato allagando il vallone di borgo Sant'Angelo, il nome località Torretta, dal nome di una torretta normanna posta sul colle del lago, usata nell'Ottocento come rifugio dei briganti.
Lago di Serranella
Si trova lungo questa località, al confine con località Castellata nel comune di Sant'Eusanio del Sangro. Trattasi di un'oasi naturale provvista di percorso escursionistico e di piccolo zoo con mammiferi e rettili, e rappresenta il punto di incontro tra i due fiumi Sangro e Aventino.

## Società

### Evoluzione demografica
Abitanti censiti

### Etnie e minoranze straniere
Al 31 dicembre 2014 gli stranieri regolarmente residenti nel comune di Casoli erano 462. I principali gruppi etnici presenti sono:
1. Romania, 156
2. Albania, 100
3. Macedonia del Nord, 72
4. India, 24
5. Marocco, 22
6. Regno Unito, 14
7. Repubblica Dominicana, 12
8. Austria, 6

### Tradizioni e folclore
Le feste popolari ricordano la tradizione agropastorale del territorio.
Il 15, 16 e 17 gennaio si svolgono le sacre rappresentazioni delle tentazioni di sant'Antonio; il 16 luglio e prima domenica di agosto si festeggia la Madonna del Carmine, la cui statua viene portata in processione dalla chiesetta a lei dedicata, in località Collemarco, fino alla chiesa parrocchiale; l'ultima domenica di agosto si celebra la festa di sant'Agostino, la cui chiesa, in origine dedicata a san Giustino di Chieti, è la più antica del paese (anche se ha subito numerosi rimaneggiamenti).
Il 7, 8 e 9 ottobre si svolgono le feste patronali in onore di santa Reparata e del compatrono, san Gilberto di Sempringham: la mattina dell'8 ottobre gli abitanti delle varie contrade sfilano, in costume tradizionale abruzzese, portando alla chiesa della santa i donativi, i prodotti tipici della terra e della gastronomia locale, in conche di rame o disposti sulle conocchie (delle strutture a ripiani a forma di tronco di piramide). I donativi vengono poi venduti per finanziare la festa.
La sera della vigilia della festa dell'Immacolata Concezione è tradizione, nelle contrade, accendere degli alti falò (i Fuochi della Concezione).
Il mercato settimanale si svolge il venerdì.

## Geografia antropica

### Paese superiore
Il centro storico casolano parte da via Castello, precisamente dal piazzale della parte più alta, dove si accede al Castello Ducale, dove si trova la torre normanna, l'elemento più antico dell'insediamento medievale. Il centro storico da qui, si snoda mediante via Castello e via Centrale in un dedalo di viuzze che compiono giri concentrici, caratterizzando la natura prettamente fortificata delle case-mura dell'antico centro medievale. Il secondo dedalo di strade è costituito da via Laudadio, via Tropea, vicolo Vecchio Municipio e via Roma; esiste presso il sobborgo Giuseppe Garibaldi una scalinata molto ripida, recentemente rifatta, che permette di tagliare il percorso elicoidale sino al piazzale del castello, così come via del Tempio, che porta direttamente a Piazza del tempio, dove si trova la chiesa madre di Santa Maria Maggiore.

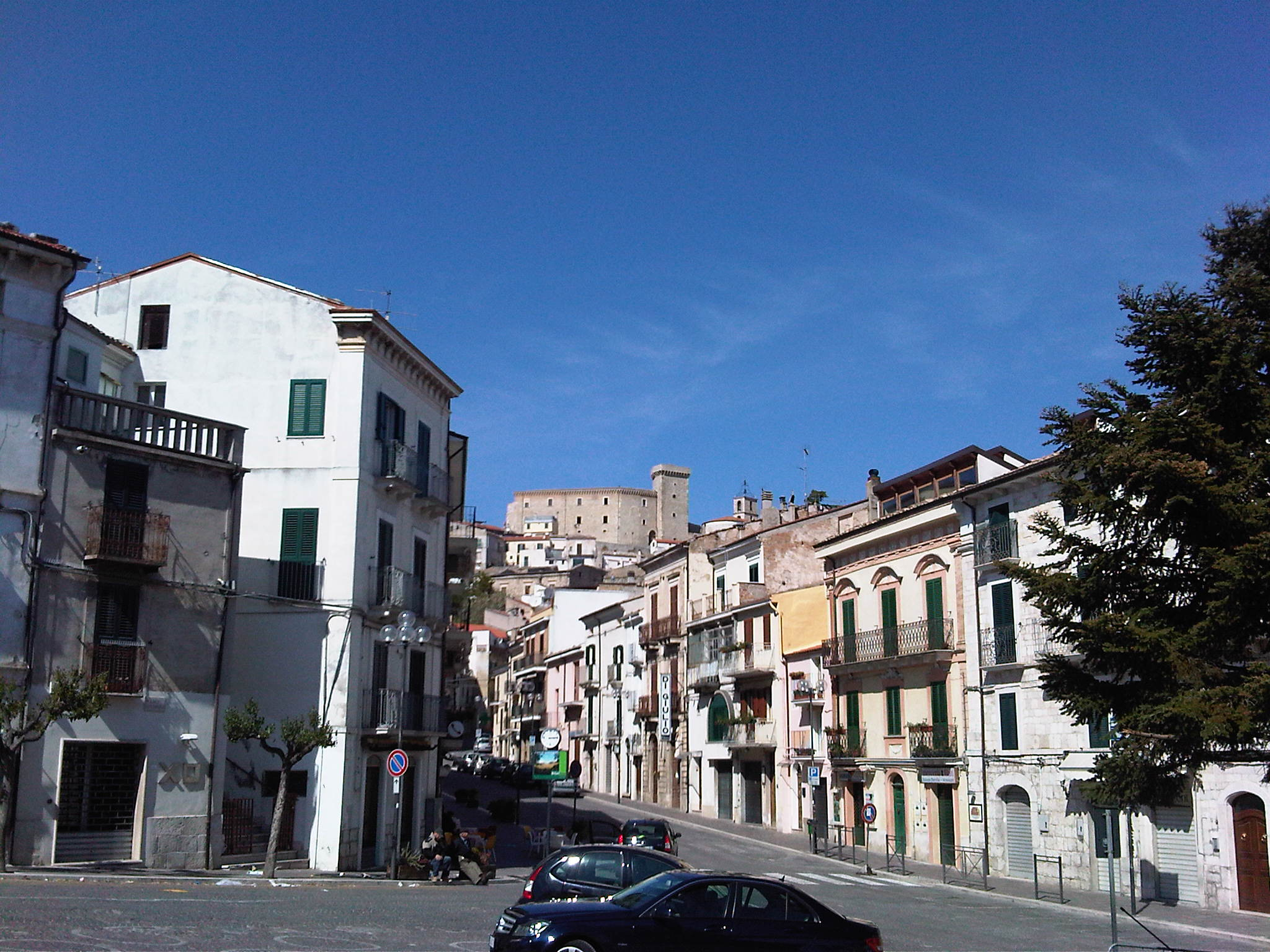
Casoli: Piazzale Brigata Maiella e Corso Umberto I

Il secondo nucleo di Casoli si è sviluppato nel XVIII-XIX secolo, partendo da via Roma, scendendo per via Aventino, sino a Piazza del Popolo, dove inizia il corso Vittorio Emanuele. Vi si trovano palazzi gentilizi in stile tardo barocco o neoclassico come il Palazzo Ducale, le strade non sono più strette, ma ampi viali diritti e larghi. Il corso Vittorio Emanuele conduce a Piazza Umberto I con la chiesa di San Rocco; successivamente, in direzione sud-ovest, verso il vecchio cimitero, dove sorge, un tempo isolata, la chiesa di Santa Reparata, si dipana il corso Umberto I, la strada maggiore di Casoli, divenuta oggi il cuore pulsante del centro storico. Nel 2017-18 il piazzale della chiesa è stato notevolmente ampliato, permettendo un affaccio panoramico sulla vallata del Sangro.
Nei primi anni del Novecento, sono sorti due sobborghi storici di case coloniche, il Sobborgo Garibaldi, posto nella parte ovest del centro, tra via Garibaldi, via Napoli e via Maiella, poi il Sobborgo Aventino nella parte sud-est, dell'antica strada San Salvatore, delimitato da via Aventino e via Consalvi, dove sorge il moderno presidio ospedaliero.
Negli anni '60-'70, il nucleo moderno di Casoli Alta si è sviluppato a sud-ovest, lungo viale Napoli, parallelo del corso Umberto I, e via San Nicola, arrivando a raggiungere la località Quarto da Capo, dove sono state costruite le scuole primarie e secondarie (la Ragioneria, l'Istituto per Geometri e il liceo scientifico, le scuole medie, la Caserma, lo stadio comunale). Dopo questo sobborgo, inizia la periferia lungo contrada Case De Petra, in direzione di località Torretta (dove si trova il lago artificiale), o verso la strada provinciale per Gessopalena. L'edificazione degli anni '70 si è concentrata anche a ridosso di via Salita San Salvatore, che permette un rapido collegamento con la zona di espansione commerciale di Selva Piana, attraversata dalla Strada statale 84, che permette il collegamento con Selva di Altino (la zona industriale di questo comune) o con Fara San Martino mediante l'incrocio con via Ascigno, contrada La Roma e la strada per Palombaro.
Gran parte dell'industria e dei locali commerciali oggi si sono trasferiti in contrada Selva piana, a ridosso del fiume Aventino, da cui parte la strada Pedemontana di Piano delle Vigne, per il collegamento con Lanciano.

### Frazioni
Ascigno, Capoposta, Cappacorti, Caprafico, Cavassutti, Cinonni, Cipollaro, Collebarone, Colle della Torre, Collelungo, Collemarco, Coste Martini, Fiorentini, Grottarimposta, Guarenna Nuova, Guarenna Vecchia, Laroma, Laroscia, Mandramancina, Merosci, Minco di Lici, Monti, Nobili, Piana delle Vacche, Pianibbie, Piano Aventino, Piano Carlino, Piano del Mulino, Piano la Fara, Piano Laroma, Piano Morelli, Piano delle Vigne, Quarto da Capo, Ripitella, Selva Piana, Serra, Sicilia, Taloni, Torretta, Valle Curato, Verratti, Vicenne, Vizzarri

## Economia
Casoli è un centro tradizionalmente agricolo: vi si coltivano cereali, ortaggi, frutta (famose le mele casolane) ma soprattutto uva e ulivi.
A partire dalla fine degli anni settanta, con la nascita del Consorzio per la Sviluppo Industriale del Sangro, che ha sede nel comune, vi sono sorte numerose piccole e medie imprese.
Dal 2020 il comune fa parte dei borghi più belli d'Italia.

## Amministrazione
Dominato dal centrismo rappresentato dalla Democrazia Cristiana a partire dalla nascita della Repubblica Italiana, con l'introduzione dell'elezione diretta del sindaco da parte dei cittadini, avvenuta nel 1993, si sono contrapposti a Casoli partiti di opposto orientamento politico, quali L'Ulivo e La Casa delle Libertà, ed amministrazioni civiche di centro-destra e centro-sinistra; quest'ultima dal 2016 prosegue nel governo del comune.

### Altre informazioni amministrative
Casoli fa parte della comunità montana Aventino-Medio Sangro, di cui è il principale centro.

## Sport
La squadra di calcio più importante del paese è l'A.S.D. Casoli Calcio. 
I colori sociali sono il giallo ed il blu e gioca le partite casalinghe al Comunale (1500 posti), ricostruito nel 2007 e provvisto di erba sintetica.
La società, fondata nel 1923, ha preso parte a campionati ufficiali solo dal 1952 partecipando all'allora Prima Divisione (attuale Eccellenza). Tra gli anni cinquanta e sessanta tra le file della squadra casolana militarono giocatori di un certo livello, tra questi Romano Di Bari, che in carriera ha vestito le maglie di Brescia e Verona.
Nel 2007-2008 la squadra raggiunge la seconda posizione nel campionato di Eccellenza regionale qualificandosi ai play-off nazionali dove sconfigge Pianese e Cantù ottenendo la prima promozione in Serie D. Il Casoli viene subito retrocesso ai playout e da qui inizia una crisi societaria che porta alla scomparsa della società nel luglio 2010.
Attualmente in promozione milita la Casolana.
Nel comune è diffuso il ciclismo, con la presenza di quattro società amatoriali e una di ciclismo giovanile, e la pesca sportiva per la presenza della ASD Passione Pesca Casoli.